# Ceraticelus paschalis
Ceraticelus paschalis är en spindelart som beskrevs av Crosby och Bishop 1925. Ceraticelus paschalis ingår i släktet Ceraticelus och familjen täckvävarspindlar. Inga underarter finns listade i Catalogue of Life.